# Bronisław Heyduk
Bronisław Heyduk (ur. 11 lutego 1909, zm. 15 listopada 1984) – pisarz, malarz obrazów o tematyce przyrodniczej. Autor cyklu powieści historycznych, przedstawiających dzieje Polski w XVII i XVIII w.
Heyduk ukończył Akademię Sztuk Pięknych w Krakowie, historię oraz historię sztuki na Uniwersytecie Jagiellońskim.
Zadebiutował w 1928 r. na łamach Ilustrowanego Kuriera Codziennego artykułem publicystycznym.
W latach 50. wszedł w skład grupy Nurt.

## Dzieła literackie
- 1957 - Ogród nieplewiony
- 1959 - Negacja i wiktoria (II wyd. 1967)
- 1964 - Janina znak Sobieskich (II wyd. 1968)
- 1967 - Legendy i opowieści o Krakowie
- 1969 - Kwiat paproci
- 1969 - Trójkrólewie
- 1974 - Od Warszawy do Połtawy
- 1976 - W północnej burzy
- 1978 - W saskim menuecie
- 1984 - Z Płazówki w świat